# Ермоловы
Ермо́ловы — древний русский, российский дворянский род.

## История
Род внесён в VI часть дворянской родословной книги: Калужской, Костромской, Московской, Нижегородской, Симбирской, Тульской, Пензенской, Воронежской губерний.
Ещё два рода Ермоловых восходят ко второй половине XVII века, три рода — позднейшего происхождения.

## Происхождение и история рода
Существуют несколько родов Ермоловых.
Древнейший происходит от Араслана мурзы Ермолы, а по крещении Иван, который выехал в Москву (1506 год) к великому князю Василию III Ивановичу из Татарского царства (Золотой Орды). Правнук сего Араслана, Тимофей Иванович Ермолов записан в Боярской книге (1611 год).
Иван Васильевич Ермолов находился в Казанском походе (1544 год), 3-й воевода 6-го Сторожевого полка по нагорной стороне Волги, 3-й воевода  6-го Передового полка в Шведском походе (1549), воевода в Полоцком походе (1551 год).
Осип Иванович за московское осадное сидение пожалован поместьем, воевода в Томске (1632—1634 годы). Тимофей Андреевич владел поместьем в Алатарском уезде (1690 год). В XVII веке Ермоловы также владели поместьями в Галичском, Ливенском и Епифанском уездах.
Десять представителей рода владели населёнными имениями (1699 год).

## Описание гербов

#### Герб Ермоловых 1785 г.
В Гербовнике Анисима Титовича Князева 1785 года имеется изображение печати с гербом генерал-поручика Александра Петровича Ермолова: щит разделён горизонтально на две половины и верхняя половина разделена вертикально на две части. В верхней левой части, в синем поле, изображены три серебряные шестиконечные звезды (одна вверху, две внизу) (изм. польский герб Карп). В правой верхней части, в красном поле, видна выходящая из облака рука с серебряным мечом остриём вверх и серебряный полумесяц рогами влево. В нижней части, в красном поле, поставлено на земле зелёное дерево, а по сторонам его: слева — золотой единорог, а с право — золотой лев. Вокруг щита синяя кайма с серебряными точками. Щит увенчан дворянской короной (дворянский шлем и намёт отсутствуют). Щитодержатели: слева — единорог, а справа — лев. Вокруг щита военная арматура в виде знамён, по два с каждой стороны. Внизу щита лук, колчан со стрелами, сабля.

#### Герб. Часть V. № 44
Щит разделён горизонтально на две части, из коих в верхней в правом, лазуревом поле изображены три золотые пятиконецные звезды — одна вверху и две внизу. В левом красном поле видна из облака выходящая рука с мечом (польский герб Малая Погоня). На нижней половине гербового щита, в серебряном поле, поставлено на земле дерево и, по сторонам его, слева — лев, справа — единорог. Щит увенчан дворянским шлемом и короною.
Намёт голубого и красного (справа) цветов с подбивкою золотом. Щитодержатели: слева — единорог, справа — лев.

## Известные представители
- Василий Андреевич, Иван, Иван Степанович, Леонтий и Фёдор Романовичи, Осип и Роман Ивановичи, Степан Трофимович Ермоловы — московские дворяне (1625—1676).
- Ермолов Василий Богданович — костромской дворянин, убит при осаде Смоленска (1634 год).
- Ермолов Роман Иванович — пристав при персидских послах (1635 год).
- Ермолов Илларион Васильевич — дьяк Приказа Большой казны (1665 год).
- Ермолов Кузьма Семёнович — рейтар (1677—1696 годы), участник обоих Крымских походов.
- Ермоловы: Василий Фёдорович, Дмитрий Михайлович, Лев Романович, Петр Михайлович, Фёдор Родионович — стольники (1676—1692 годы).
- Ермолов Леонтий Петрович (1664—1739) — стольник царицы Прасковьи Фёдоровны.
- Ермоловы: Александр Иванович, Иван Степанович — стряпчие (1672—1680 годы)[3][6][7].
- Ермолов, Александр Петрович (1754—1835) — фаворит Екатерины II.
  - Ермолов, Михаил Александрович[фр.] (1794—1850 годы) — генерал-майор
- Ермолов, Алексей Сергеевич (1847—1917 годы) — министр земледелия и государственных имуществ, действительный тайный советник, статс-секретарь, член Государственного совета.
- Ермолов, Алексей Петрович (1777—1861 годы) — русский военачальник и государственный деятель. Активный деятель Кавказской войны.
  - Ермолов, Виктор Алексеевич (1820—1892 годы) — русский военный деятель, генерал-лейтенант.
    - Ермолов, Владимир Викторович (1870—1945 годы) — российский военный деятель, генерал-лейтенант.

  - Ермолов, Клавдий Алексеевич (1823—1895 годы) — русский военный деятель, генерал-майор.
- Ермолов, Алексей Сергеевич (1847—1917 годы) — российский агроном, экономист, государственный деятель, статс-секретарь, член Государственного совета, министр земледелия и государственных имуществ.
- Ермолов, Василий Васильевич (1882—1920 годы) — начальник Мурманского края и Олонецкой губернии Временного правительства Северной области.
- Ермолов, Николай Алексеевич (1756-1??? годы) — участник Крымских походов, Георгиевский кавалер.
  - Ермолов, Дмитрий Николаевич (1805—1872) — русский генерал-майор.
  - Ермолов, Пётр Николаевич (1787—1844 годы) — русский генерал-майор.
  - Ермолов, Сергей Николаевич (1798—1856 годы) — генерал-лейтенант, Тифлисский и Витебский губернатор.
- Ермолов, Николай Сергеевич (1853—1924 годы) — российский военный деятель, военный агент в Великобритании.